# Simone Fontecchio
Simone Fontecchio (ur. 9 grudnia 1995 w Pescarze) – włoski koszykarz, występujący na pozycji niskiego skrzydłowego, od 2024 zawodnik Detroit Pistons.
8 lutego 2024 został wytransferowany do Detroit Pistons.

## Osiągnięcia
Stan na 4 marca 2024, na podstawie, o ile nie zaznaczono inaczej.

### Drużynowe
- Mistrz Niemiec (2021)
- Zdobywca:
  - Pucharu Włoch (2016)
  - Superpucharu Włoch (2016–2018)
- Zwycięzca turnieju Trofeo Diputación / Álava (2022)
- Finalista Pucharu Niemiec (2021)

### Indywidualne
- Uczestnik meczu gwiazd ligi włoskiej LBA (2014)
- Najlepszy zawodnik U22 włoskiej ligi LBA (2015)

### Reprezentacja
Seniorska
- Uczestnik:
  - igrzysk olimpijskich (2020 – 5. miejsce)[5]
  - mistrzostw:
    - świata (2023 – 8. miejsce)[6]
    - Europy (2022 – 8. miejsce)

  - kwalifikacji do:
    - igrzysk olimpijskich (2020 – 1. miejsce)
    - Eurobasketu (2020)
    - mistrzostw świata (2017 – 7. miejsce, 2021)
- Zaliczony do II składu mistrzostw świata (2023)[7]

Młodzieżowe
- Uczestnik:
  - mistrzostw Europy:
    - U–20 (2014 – 10. miejsce, 2015 – 9. miejsce)
    - U–18 (2012 – 7. miejsce, 2013 – 10. miejsce)
    - U–16 (2011 – 10. miejsce)

  - turnieju Alberta Schweitzera (2012 – 5. miejsce)